# Baia di Darbel
La 'baia di Darbel' (in inglese Darbel Bay) è una baia larga circa 42,5 km situata davanti alla costa di Loubet, nella parte occidentale della Terra di Graham, in Antartide. La baia è delimitata a nord-est da capo Bellue, che costituisce l'estremità occidentale della penisola Stresher, e a sud-ovest da capo Rey, sulla penisola Pernik.
All'interno della baia, o comunque delle cale situate sulla sua costa, si gettano diversi ghiacciai, tra cui il Cardell, il Drummond, l'Erskine, l'Hopkins, il Solun e lo Škorpil.

## Storia
La baia di Darbel fu scoperta e grossolanamente mappata nel 1909 durante la seconda spedizione antartica francese al comando di Jean-Baptiste Charcot, il quale la battezzò Baia di Marin Darbel. Una migliore e più dettagliata mappatura di essa si ebbe invece quando la baia fu visitata dalla Spedizione britannica nella Terra di Graham, comandata da John Rymill, nel periodo 1934-37.